# Антигуа и Барбуда на летних Олимпийских играх 2008
Антигуа и Барбуда принимала участие на летних Олимпийских играх 2008 года, отправив в Пекин (Китай) делегацию, состоящую из легкоатлетов Дэниела Бэйли, Брендана Кристиана, Джеймса Греймана и Сони Уильямс, а также пловца Карима Валентайна. Антигуа и Барбуда участвовала на летних Олимпийских играх в восьмой раз, дебютировав в 1976 году в канадском Монреале. В 2008 году страна не выиграла ни одной олимпийской медали, наилучшими достижениями стали выход в полуфинал Кристиана и попадание в четвертьфинал Бэйли.

## Общие сведения
Антигуа и Барбуда участвовала на летних Олимпийских играх в восьмой раз в своей истории. Дебют сборной произошёл в 1976 году в Монреале, и с тех пор Антигуа и Барбуда участвовала на всех летних Олимпиадах, за исключением Игр 1980 года в Москве. В 2008 году делегация этой страны была меньше, чем в 1980-е и 1990-е годы, когда делегация состояла из тринадцати или более спортсменов. Но на Играх в Пекине было столько же спортсменов, сколько было в 2004 году в Афинах — пять. На Олимпиаде 2008 года представителям Антигуа и Барбуды не удалось выиграть ни одной медали. Наилучшими достижениями стали выход Брендана Кристиана в полуфинал и Дэниела Бэйли в четвертьфинал своих соревнований. В составе сборной 2008 года Карим Валентайн был самым молодым представителем (ему было 15 лет), в то время как 29-летняя Соня Уильямс стала самой возрастной представительницей команды.
Знаменосцем Антигуа и Барбуды на обеих церемониях был пловец с острова Антигуа Джеймс Грейман.

## Лёгкая атлетика

### Бег на 100 метров (мужчины)
Спортсмен из Бегового клуба острова Антигуа Дэниел Эвертон "Бакка" Бэйли участвовал в соревнованиях по бегу на 100 метров среди мужчин и был единственным представителем Антигуа и Барбуды в этой дисциплине. В 2008 году Бэйли участвовал на Олимпийских играх во второй раз. Впервые он принимал участие на Играх в 2004 году в Афинах. 14 августа он бежал в первом квалификационном забеге, в котором также бежали ямаец Усэйн Болт, бразилец Висенте Лима и ещё пять спортсменов. Бэйли пробежал дистанцию за 10.24 секунды, финишировав на втором месте в забеге, проиграв только 0.04 секунды Болту и опередив на 0.02 секунды Лиму. Также Бэйли общее десятое место среди 80 участников квалификации, разделенное вместе с представителем Тринидада и Тобаго Ричардом Томпсоном,.
Заняв одно из трёх лучших мест в своём квалификационном забеге, Бэйли квалифицировался в четвертьфинал, прошедший позже тем же днём. Он принял участие в пятом забеге, в котором также бежали американец Уолтер Дикс и ямаец Асафа Пауэлл. Бэйли пробежал дистанцию за 10.23 секунды, став четвёртым из восьми участников забега, уступив багамцу Деррику Аткинсу (третье место, 10.14 секунд) и обогнав ганца Азиза Закари (пятое место, 10.24 секунды). В общем зачёте Бэйли разделил с японцем Наоки Цукахарой двадцатое место среди сорока участвовавших в четвертьфинале спортсменов и не вышел в полуфинал.

### Бег на 200 метров (мужчины)
Бывший студент Техасского университета в Остине Брендан Кайл Аким Кристиан представлял честь Антигуа и Барбуды в соревнованиях по бегу на 200 метров среди мужчин на Олимпийских играх в Пекине. Брендан — сын бывшего велосипедиста из Антигуа и Барбуды Дональда Кристиана, участвовавшего на летних Олимпийских играх 1976 года. Для Брендана Игры в Пекине стали вторыми в карьере. До этого он принимал участие на летних Олимпийских играх 2004. 17 августа он принял участие в восьмом квалификационном забеге. Он занял второе место среди восьми участников забега, проиграв представителю Тринидада и Тобаго Аарону Армстронгу лишь 0.01 секунды и опередив канадца Джареда Коннотона на 0.02 секунды. В общем зачёте Кристиан занял девятое место среди 65 участников соревнований, разделенное с представителем Тринидада и Тобаго Ронделом Соррильо и японцем Синдзи Такахирой.
На следующий день Кристиан принял участие в третьем четвертьфинальном забеге, в котором также бежали представитель Нидерландских Антильских островов Чуранди Мартина и бельгиец Кристоф Бейенс. Кристиан выиграл забег с результатом 20.26 секунд, обогнав занявшего второе место Мартину на 0.18 секунд и заняв второе место в общем зачёте четвертьфинала среди 32 спортсменов, уступив только представителю Зимбабве Брайану Дзингаю на 0.03 секунды и опередив американца Уолтера Дикса на 0.01 секунды. Так Кристиан квалифицировался в полуфинал, прошедший тем же днём.
Представитель Антигуа и Барбуды бежал во втором полуфинальном забеге вместе с ямайцем Усэйном Болтом, американцем Шоном Кроуфордом и представителем Сент-Киттса и Невиса Кимом Коллинзом. Здесь Кристиан занял пятое место среди восьми участников забега, пробежав дистанцию за 20.29 секунд. Коллинз обогнал Кристиана на 0.04 секунды, в то время как ставший шестым представитель Маврикия Стефан Бакланд пробежал на 0.11 секунд медленнее. Не заняв одно из четырёх лучших мест в забеге, Кристиан не отобрался в финал.

### Прыжки в высоту (мужчины)
Джеймс Грейман был единственным представителем Антигуа и Барбуды в соревнованиях по прыжкам в высоту среди мужчин на Олимпиаде в Пекине. По результатам Грейман попал в отборочную группу B вместе с бразильцем Джессе Лимой и чехом Томашем Янку. 17 августа он принял участие в квалификационных попытках. Грейман со второй попытки перепрыгнул 2.20 метров и стал двенадцатым в своей группе. Занявший десятое место украинец Дмитрий Демьянюк взял те же 2.20 метров, но с первой попытки, а ставший одиннадцатым швед Линус Тёрнблад преодолел ту же высоту со второй попытки, но имел меньшее количество неудачных попыток на предыдущих этапах, чем Грейман. Представитель Антигуа и Барбуды обошёл четырёх спортсменов (итальянца Алессандро Талотти, испанца Хавьер Бермехо, ботсванца Кабело Кгосиманга и малайзийца Хуп Вея Ли), прыгнувших на ту же высоту, но с третьей попытки. В общем зачёте Грейман стал 29-м среди 40 спортсменов и не вышел в финал, прошедший 19 августа.

### Бег на 100 метров (женщины)
Соня Уильямс представляла Антигуа и Барбуду в соревнованиях по бегу на 100 метров среди женщин и была единственной представительницей женского пола в делегации страны на Играх в Пекине. Для Уильямс эти Игры стали вторыми в её карьере; её олимпийский дебют состоялся в 1996 году в Атланте. 15 августа она приняла участие в пятом квалификационном забеге, в котором также бежали бельгийка Ким Геварт и белорусска Юлия Нестеренко. Уильямс пробежала дистанцию за 12.04 секунд, заняв шестое место среди восьми участниц забега. Представительница Гуама Кора Аликто, ставшая седьмой, отстала на 1.35 секунды от Уильямс, в то время как занявшая пятое место японка Тисато Фукусима преодолела дистанцию на 0.3 секунды быстрее. Геварт, выигравшая забег, опередила Уильямс на 0.71 секунду. В общем зачёте представительница Антигуа и Барбуды стала 54-й среди 85 спортсменок и не пробилась в четвертьфинал.

### Результаты
Обозначения
- Примечание–Места для участников соревнований по беговым дисциплинам даны по результатам забега
- Q = Квалифировался(-ась) в следующий раунд

| Спортсмен        | Дисциплина | Квалификация | Квалификация | Четвертьфинал | Четвертьфинал | Полуфинал | Полуфинал | Финал     | Финал     |
| Спортсмен        | Дисциплина | Результат    | Место        | Результат     | Место         | Результат | Место     | Результат | Место     |
| ---------------- | ---------- | ------------ | ------------ | ------------- | ------------- | --------- | --------- | --------- | --------- |
| Дэниел Бэйли     | 100 метров | 10.24        | 2 Q          | 10.23         | 4             | не прошёл | не прошёл | не прошёл | не прошёл |
| Брендан Кристиан | 200 метров | 20.58        | 2 Q          | 20.26         | 1 Q           | 20.29     | 5         | не прошёл | не прошёл |

| Спортсмен      | Дисциплина      | Квалификация | Квалификация | Финал     | Финал     |
| Спортсмен      | Дисциплина      | Результат    | Место        | Результат | Место     |
| -------------- | --------------- | ------------ | ------------ | --------- | --------- |
| Джеймс Грейман | прыжки в высоту | 2.20         | 28           | не прошёл | не прошёл |

| Спортсменка  | Дисциплина | Квалификация | Квалификация | Четвертьфинал | Четвертьфинал | Полуфинал | Полуфинал | Финал     | Финал     |
| Спортсменка  | Дисциплина | Результат    | Место        | Результат     | Место         | Результат | Место     | Результат | Место     |
| ------------ | ---------- | ------------ | ------------ | ------------- | ------------- | --------- | --------- | --------- | --------- |
| Соня Уильямс | 100 метров | 12.04        | 6            | не прошла     | не прошла     | не прошла | не прошла | не прошла | не прошла |

## Плавание
Пятнадцатилетний Карим "Гринни" Валентайн Сандовал был единственным пловцом из Антигуа и Барбуды на Играх-2008. В год проведения Игр в Пекине он третий год учился в высшей школе. Он плыл дистанцию 50 метров вольным стилем. 14 августа он, наряду с пятью другими спортсменами, принял участие во втором квалификационном заплыве. Для Валентайна олимпийский заплыв стал пятым разом, когда он плавал не в привычном ему океане, а в бассейне. Валентайн проплыл дистанцию за 31.23 секунды, став пятым в своём заплыве. Победивший в заплыве представитель Лаоса Теппитак Чиндавонг с результатом 29.31 секунд, в то время как занявший последнее место представитель Демократической Республики Конго Стэни Кемпомпо Нгангола отстал от Валентайна почти на четыре секунды (35.19 секунд). В общем зачёте Валентайн занял 96-е место среди 97 участников и не вышел в полуфиналы, прошедшие позднее в тот же день.
| Спортсмен       | Дисциплина          | Квалификация | Квалификация | Полуфинал | Полуфинал | Финал     | Финал     |
| Спортсмен       | Дисциплина          | Время        | Место        | Время     | Место     | Время     | Место     |
| --------------- | ------------------- | ------------ | ------------ | --------- | --------- | --------- | --------- |
| Карим Валентайн | 50 м вольным стилем | 31.23        | 96           | не прошёл | не прошёл | не прошёл | не прошёл |